# Annette Poulsen
Annette Poulsen (* 29. Juli 1969 in Maglegårds) ist eine ehemalige Schwimmerin aus Dänemark. Sie gewann bei Weltmeisterschaften eine Bronzemedaille. Bei Europameisterschaften erschwamm sie eine Goldmedaille.

## Sportliche Karriere
Annette Poulsen begann ihre internationale Karriere 1988 bei den Olympischen Spielen in Seoul. Über 400 Meter Lagen erreichte sie als Siebte des B-Finales den 15. Rang in der Gesamtwertung. Über 200 Meter Lagen schwamm sie die 20. Vorlaufzeit von 36 Teilnehmerinnen.
1989 bei den Europameisterschaften in Bonn belegte die 4-mal-200-Meter-Freistilstaffel mit Berit Puggaard, Gitta Jensen, Annette Poulsen und Mette Jacobsen den vierten Platz mit einer Sekunde Rückstand auf die drittplatzierten Italienerinnen. Die 4-mal-100-Meter-Freistilstaffel mit Jensen, Puggaard, Poulsen und Jacobsen erreichte den vierten Platz mit 0,79 Sekunden Rückstand auf die drittplatzierte Staffel aus der Bundesrepublik Deutschland und knapp vor den Französinnen.
Anfang 1991 bei den Weltmeisterschaften in Perth siegte die deutsche 4-mal-200-Meter-Freistilstaffel vor den Niederländerinnen. Gitta Jensen, Berit Puggaard, Annette Poulsen und Mette Jacobsen erkämpften die Bronzemedaille. Die 4-mal-100-Meter-Freistilstaffel mit Jensen, Puggaard, Poulsen und Jacobsen erreichte den fünften Platz. Bei ihren beiden Einzelstarts über 100 Meter Freistil und über 200 Meter Lagen schied Poulsen im Vorlauf aus.
Im August 1991 bei den Europameisterschaften in Athen siegte die dänische 4-mal-200-Meter-Freistilstaffel mit Mette Jacobsen, Berit Puggaard, Gitta Jensen und Annette Poulsen und hatte im Ziel über vier Sekunden Vorsprung auf die zweitplatzierten Deutschen. Bei den Olympischen Spielen 1992 in Barcelona belegten Gitta Jensen, Mette Jacobsen, Berit Puggaard und Mette Nielsen den sechsten Platz in der 4-mal-100-Meter-Freistilstaffel. Annette Poulsen war im Vorlauf statt Mette Nielsen dabei. Über 200 Meter Lagen schwamm Poulsen die 35. Vorlaufzeit unter 43 Starterinnen.